# 2012年藏区骚乱

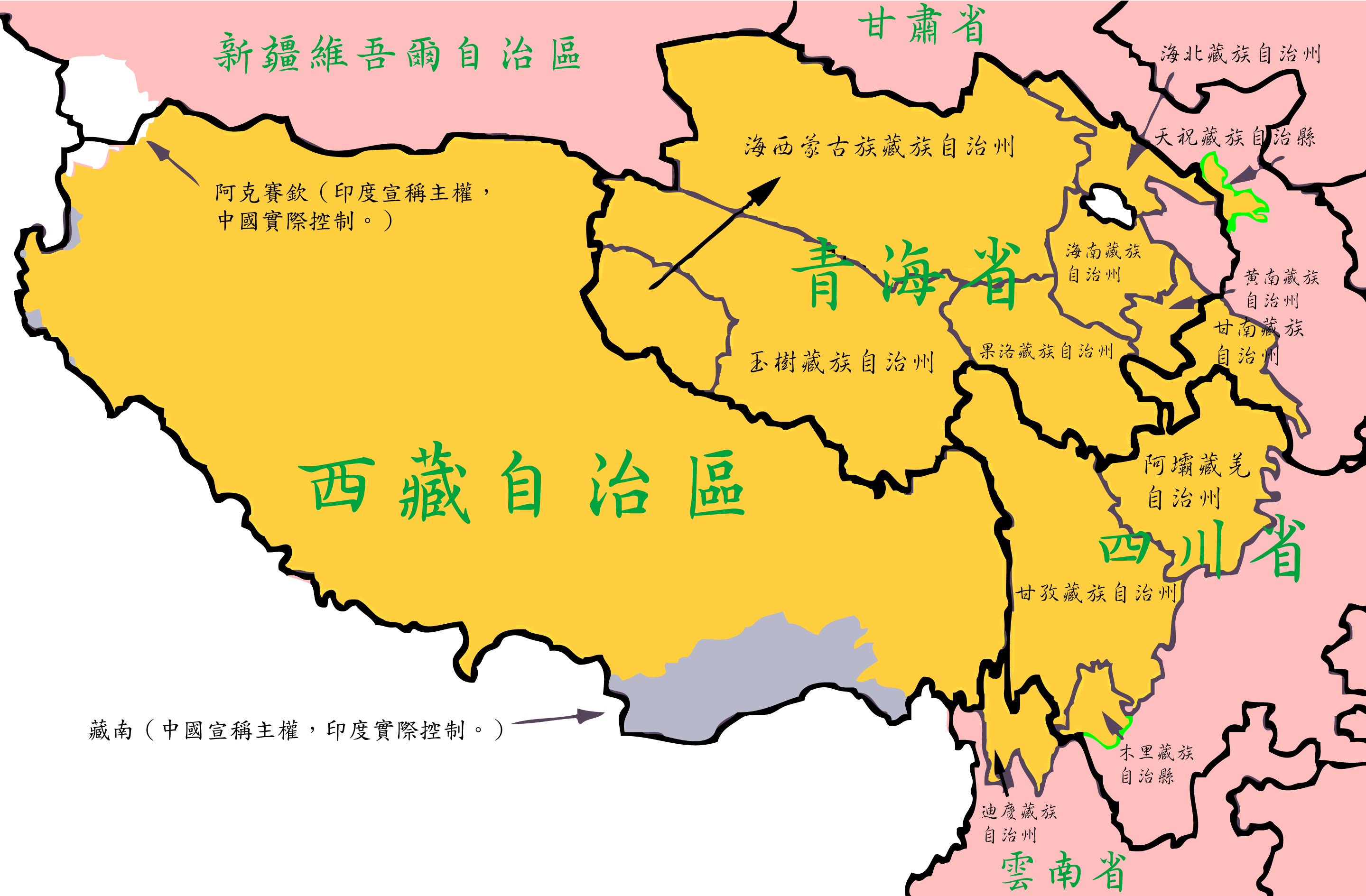
传统上，藏区包括卫藏、康巴藏区、安多藏区三部分，达赖喇嘛所指的则是大藏区

2012年藏区骚乱，是指从2012年初开始，由川西藏区喇嘛自焚和示威游行酿成的军警与藏人冲突事件。该事件涉及到持续多年的藏汉矛盾和藏区官民矛盾，是西藏问题的一部分和2008年藏区骚乱的延续。
事件開始於川西康巴藏区，随后蔓延至青海和其他藏区。法新社认为，此次骚乱是“自2008年西藏大规模抗议中国统治以来发生在藏民聚居区最严重的一次骚乱”。

## 背景
自2008年藏区骚乱之后，汉藏矛盾始终未能缓解。而据《美国之音》的报道，自2011年3月以来，总共有大约15名西藏僧侣在中国境内点火自焚，中国西藏人权状况也恶化。BBC的报道认为，对于喇嘛自焚，中国政府未能安抚藏人情绪，反而指责西藏僧侣的自焚现象应该受到谴责。

## 骚乱發生

### 甘孜抗议事件
自2012年初开始，川西甘孜藏区再度发生自焚未遂事件，终于酿成大规模抗议活动。1月23日早很多武警與公安在炉霍县县城的周边的很多乡里大规模的搜索。幾名藏人被抓時大部分的藏人都过来了，呼唤西藏独立、达赖喇嘛万岁等一系列口号，当时军警和藏人之间發生冲突，然后有藏人前往支援使示威规模扩大，警方开枪射擊，导致人员伤亡。1月23日流亡印度的西藏人权与民主促进中心证实到有一到两个人死亡。24日印度的西藏人权与民主促进中心证实，至少有一到四人可能去世。

### 青海抗议事件
1月初，据法新社报道，青海果洛州达日县县城藏族活佛索巴点燃汽油自焚。另一起藏人自焚则几乎与同一时间在附近发生，该还俗僧人在距离那起自焚现场20米的一个宾馆房间被烧死。继甘孜之后，青海果洛州当月26日也发生数百名藏人抗议及焚烧国旗事件，6名藏人被抓。据自由亚洲电台报道，有藏人占据乡政府并升起雪山狮子旗，挂上第十四世达赖喇嘛像。与此同时，海外的流亡藏人也举行了群体性的示威活动。流亡印度的藏人2月1号在位于印度达兰萨拉的西藏流亡政府总部举行烛光守夜活动。

### 五藏区治安控制加强
2月1日，中国政府下令入五藏区严查身份证，拉萨全面清理外地藏人。据多家媒体报道，外国记者进入西藏被拦截。继美国CNN人员在成都被拦截，禁止进入藏区之后，从3月1日起，中国全面加强对五个藏区的盘查力度。

### 昌都芒康反開礦示威
2012年8月15日昌都地区芒康縣有約一千名民眾上街抗議，反對當地礦業公司恢復開採，遭警方以發射催淚瓦斯和實彈等手段強制驅離，警方開槍打死一人，另有六人遭到羈押。

## 伤亡统计
西藏流亡政府宣称中國政府出動武警與防暴警察對參與騷亂的藏人進行鎮壓，自由亞洲電台報導在1月24日報導至少四人死亡、数十人伤、當地一名僧侶說有四五十人中枪。而自由西藏组织在1月24日聲稱能证实有两名藏人在炉霍县抗議事件中被开枪打死，36人遭枪伤，其中12人伤势严重。
BBC報導到了24日甘孜色达又有更多藏人被开枪打死和受重伤。

## 新闻报道与屏蔽
目前对于藏区骚乱，中国官方低调处理，官媒对有关那些事件的报道都是措辞含糊，只是说那里出现有僧人要自焚的谣言，然后就出现了闹事的人，他们呼喊“反动口号”，攻击警察派出所；警察在发出警告无效之后被迫进行自卫。中国媒体仅有中国日报英文版正面报道了事件，但是却认为“初步的证据显示，那些骚乱和攻击行动都是事先计划好的，是由反华的分离主义分子挑起的。”

## 各方反应
- 中国：2012年第十一届全国人大第五次会议记者招待会上，时任国务院总理温家宝说：“年轻的藏人是无辜的，我们对他们这种行为感到十分沉痛”[17]。他同时指出西藏流亡政府的政教合一性质，并表示会尊重藏族文化、宗教信仰，今后会不断改善工作[18]。
- 美国：美国国务院发言人盧嵐星期二在例行简报中，对有关四川炉霍县与色达县发生藏人被枪杀事件的报导，表达严重关切[19]。
- 法國：法国外交部在声明中表示，“如同所有欧洲联盟友邦，法国重申重视人权、宗教自由及西藏文化和传统的保存，希望中国在充分尊重西藏文化和精神认同的情况下寻求对话。”
- 英国：英国外交大臣布朗发表声明，敦促中国对此事保持克制，同时公布事件发生的全部细节，努力解决藏民不满的问题。